# طنز سرنوشت
طنز سرنوشت یا از حمامت لذت ببر! (انگلیسی: The Irony of Fate, or Enjoy Your Bath!؛ روسی: Ирония судьбы, или С лёгким паром!) یک تله‌فیلم کمدی رمانتیک اسکروبال است که در سال ۱۹۷۶ میلادی در اتحاد جماهیر شوروی سوسیالیستی منتشر شد.
این فیلم یکی از موفق‌ترین محصولات تلویزیونی اتحاد جماهیر شوروی سوسیالیستی بود که امروزه هم در کشور روسیه، همچنان محبوب است.
برخی منابعِ فارسی، عنوان این فیلم را صورت‌های دیگری نظیر «طعنهٔ سرنوشت»، «قاطعیت سرنوشت» و «بازی سرنوشت» ترجمه کرده‌اند.